# کشیشتف دراچ
کشیشتف دراچ (لهستانی: Krzysztof Dracz؛ ‏ تلفظ لهستانی: [ˈkʂɨʂtɔf]؛ زادهٔ ۲۰ سپتامبر ۱۹۶۱) بازیگر، صداپیشه، کارگردان فیلم، فیلم‌نامه‌نویس و استاد هنرهای نمایشی در آکادمی ملی هنرهای نمایشی آ.س.ت. در کراکوف است. وی از سال ۱۹۸۰ میلادی تاکنون مشغول فعالیت بوده‌است.
از فیلم‌ها یا برنامه‌های تلویزیونی که وی در آن نقش داشته‌است، می‌توان به کارگزار من، عناصر ساشا – آتش، مسکوی کوچک، فرصت دوباره، خبرچینان، گوش آقای رئیس، هنرمندان، جنگ جهانی دوم پشت درهای بسته: استالین، نازی‌ها و غرب،یک خانواده لهستانی،‌ کربلا، ۱۹۸۳، پدر متیو، دهن‌به‌دهن، خانواده جایگزین، عشق اول، کارآگاهان جنایی، موج جرم و جنایت، نشانه‌گذاری‌شده، در خیابان سپولنی، در خوشی و سختی، سال‌های شیرین، مرشد و مارگاریتا، جهان به روایت خانواده کیپسکی، جک استرانگ، اداره ترافیک، ۸۰ میلیون، نبرد ورشو ۱۹۲۰ و اتاق خودکشی اشاره کرد.